# ドラゴンボール改 SONG COLLECTION
『ドラゴンボール改 SONG COLLECTION』はテレビアニメ『ドラゴンボール改』のボーカルアルバム。2009年11月4日にコロムビアミュージックエンタテインメントから発売された。

## 概要
- CDジャケットには孫悟空、孫悟飯、クリリン、ベジータ、デンデ、ギニュー特戦隊が描かれている。
- テレビアニメ『ドラゴンボール改』の主題歌、挿入歌、キャラクターソングを収録している。
- 参加歌手は谷本貴義、櫻井真一、山崎燿、押谷沙樹、平野綾、堀川りょう、Demon Kakka（デーモン閣下）が参加している。

## 収録曲
1. Dragon Soul [4:27]
歌 - 谷本貴義（Dragon Soul）
作詞 - 吉元由美、作曲 - 岩崎貴文、編曲 - 京田誠一
テレビアニメ『ドラゴンボール改』オープニングテーマ。
2. CHASER!! [4:11]
歌 - 櫻井真一
作詞 - 山田ひろし、作曲 - 櫻井真一、編曲 - GranMusik
3. Win Tough Fight! [3:48]
歌 - 山崎燿
作詞 - 森由里子、作曲・編曲 - 山崎燿
4. 無敵AURAのエナジー [3:32]
歌 - 谷本貴義（Dragon Soul）
作詞 - 吉元由美、作曲 - 岩崎貴文、編曲 - 福田裕彦
シングル『Dragon Soul』のカップリング曲。
5. 参上!!ギニュー特戦隊!! [4:35]
歌 - 山崎燿
作詞 - 山田ひろし、作曲・編曲 - 山崎燿
ギニュー特戦隊のテーマソング。28話、29話で使用。
6. Over the Star [4:38]
歌 - 押谷沙樹
作詞 - 森由里子、作曲・編曲 - cAnON.
シングル『Yeah! Break! Care! Break!』のカップリング曲。17話で使用。
7. CURE 〜僕がここにいるよ〜 [5:34]
歌 - デンデ（CV - 平野綾）
作詞 - 森由里子、作曲・編曲 - cAnON.
デンデのテーマソング。98話で使用。
8. Saiyan Blood [4:14]
歌 - ベジータ（CV - 堀川りょう）
作詞 - 山田ひろし、作曲・編曲 - 山本健司
ベジータのテーマソング。41話で使用。
9. 超☆スーパーDragon Soul [4:11]
歌 - 谷本貴義（Dragon Soul）
作詞 - 吉元由美、作曲 - 岩崎貴文、編曲 - 籠島裕昌
孫悟空のテーマソング。41話で使用。
10. ただ凍える挽歌 〜The Theme Of FREEZA〜 [5:43]
歌 - Demon Kakka
作詞・作曲 - Demon Kakka、編曲 - アンダース・リドホルム
フリーザのテーマソング。37話、40話で使用。
11. Yeah! Break! Care! Break! [3:42]
歌 - 谷本貴義（Dragon Soul）
作詞 - 森由里子、作曲 - 岩崎貴文、編曲 - 京田誠一
テレビアニメ『ドラゴンボール改』第1期エンディングテーマ。1話 - 54話で使用。